# Жипаранский гавиану
Жипаранский гавиану (Digüt, Gavião do Jiparaná, Gavião do Rondônia, Ikolen, Ikõro) — язык тупи, который распространён в муниципалитете Жи-Парана, в резервации Игарапе-Лордес на востоке провинции Рондония в Бразилии. На диалекте зоро, который может считаться отдельным языком, говорят в деревне резервации Зоро на территории муниципалитета Арипуанан штата Мату-Гросу в Бразилии.
У жипаранского гавиану есть диалекты гавиану, зоро (кабеса-зека, панжиней), частично понятен для суруйского языка. Жипаранский гавиану отличается от паранского гавиану.